# Eya Jemai
Eya Jemai, née le 6 avril 1989, est une karatéka tunisienne.

## Carrière
Eya Jemai est médaillée de bronze en kumite dans la catégorie des moins de 50 kg aux championnats d'Afrique 2012 à Rabat.
Elle remporte la médaille d'or dans cette même catégorie aux championnats d'Afrique 2017 à Yaoundé.